# Švábsko (vládní obvod)
Švábsko (německy Schwaben) je jedním ze sedmi správních celků (Regierungsbezirk) německé spolkové země Bavorsko. Nachází se na jihozápadě této spolkové země. Tento správní celek vznikl z části historického území Švábska, která byla v roce 1803 anektována Bavorskem.

## Administrativní členění
Správní obvod Švábsko zahrnuje 4 městské okresy a 10 zemských okresů:

### Městské okresy
1. Augsburg
2. Kaufbeuren
3. Kempten
4. Memmingen

### Zemské okresy
1. Aichach-Friedberg
2. Augsburg
3. Dillingen an der Donau
4. Dunaj-Ries (Donau-Ries)
5. Günzburg
6. Lindau (Lindau (Bodensee))
7. Neu-Ulm
8. Oberallgäu
9. Ostallgäu
10. Unterallgäu

## Obyvatelstvo
| Vývoj počtu obyvatel |           |
| 1939                 | 934 311   |
| 1950                 | 1 293 734 |
| 1961                 | 1 340 217 |
| 1970                 | 1 467 454 |
| 1987                 | 1 546 504 |
| 2002                 | 1 776 465 |
| 2005                 | 1 788 919 |
| 2006                 | 1 786 764 |
| 2011                 | 1 789 294 |